# Шайд (Граубюнден)
Шайд (нем. Scheid) — деревня и бывшая коммуна в Швейцарии, в кантоне Граубюнден. Население составляло 148 человек на 2007 год. Официальный код — 3639. 
До 2008 года имела статус отдельной коммуны. 1 января 2009 года вместе с коммунами Тумель-Томильс, Транс и Фельдис-Веульден вошла в состав новой коммуны Томильс. 1 января 2015 года коммуна Томильс была объединена с коммунами Альменс, Паспельс, Пратваль и Родельс в коммуну Домлешг.
Входит в состав региона Виамала (до 2015 года входила в округ Хинтеррайн).
Шайд впервые упоминается в XII веке как de Side.
На выборах в 2007 году наибольшее количество голосов получила Швейцарская народная партия (70,6 %), за Христианско-демократическую народную партию Швейцарии проголосовали 4,8 %, за Социал-демократическую партию Швейцарии — 15,2 %, за Свободную демократическую партию — 9,3 %.

## Географическое положение
До слияния площадь Шайда составляла 12,3 км². 43,3 % площади составляли сельскохозяйственные угодья, 42 % — леса, 2,1 % территории заселено. Деревня состроит из дух частей — Унтершайд и Обершайд, и находится на правом берегу реки Хинтеррейн (приток Рейна). 1 января 2009 года вместе коммуны Шайд, Фельдис-Веульден, Транс и Тумель-Томильс объединились в новую коммуну Томильс, площадью 30,56 км².

## Население
На 2007 год население Шайда составляло 148 человек (50,6 % мужчин, 49,4 % женщин). На 2000 год 79,14 % жителей говорило на немецком языке, 19,42 % — на романшском. 13,3 % населения Шайда были в возрасте до 9 лет, 4,6 % — от 10 до 19 лет, 10,5 % — от 20 до 29 лет, 22,1 % — от 30 до 39 лет, 18,6 % — от 40 до 49 лет, 9,3 % — от 50 до 59 лет, старше 60 лет было 11,6 % населения.
| 1803 | 1850 | 1900 | 1950 | 1960 | 1970 | 1980 | 1990 | 2000 | 2007 |
| ---- | ---- | ---- | ---- | ---- | ---- | ---- | ---- | ---- | ---- |
| 219  | 222  | 156  | 154  | 136  | 104  | 116  | 115  | 139  | 148  |